# Universal parcel system
Universal parcel system är en höghastighetsinternetanordning som tillåter användare att skicka signaler till exempelvis radiomaster eller mottagare. Dessa tillbehör används bara om man inte kan nå bredband eller inte har LAN i ett område. UPS används främst med bärbara datorer.